# Kingsley (Cheshire)
Kingsley is een civil parish in het bestuurlijke gebied Cheshire West and Chester, in het Engelse graafschap Cheshire met 1987 inwoners.